# Dobritj (provins)
Dobritj er en af de 28 provinser i Bulgarien, beliggende i landets nordøstligste hjørne, på grænsen til Bulgariens naboland Rumænien og ved kysten til Sortehavet. Provinsen har et areal på 4.720 kvadratkilometer og et indbyggertal (pr. 2009) på 213.325.Folketællingen 7. september 2021 viste et indbyggertal på 150.146 i provinsen. Klik på referencen under indledningen i artiklen om Bulgarien for resultatet af folketællingen.
Dobritj hovedstad er byen Dobritj, der med sine 89.701 indbyggere (15. september 2022) også er provinsens største by. Af andre store byer kan nævnes Baltjik (ca. 14.000 indbyggere), Kavarna (ca. 13.000 indbyggere), og Tervel (ca. 8.000) indbyggere.